# Ruken Kilerci
Ruken Kilerci (* 1971 in Patnos, Provinz Ağrı) ist eine türkische Politikerin der Adalet ve Kalkınma Partisi (AKP), die seit 2023 Mitglied der Großen Nationalversammlung (TBMM) ist.

## Leben
Ruken Kilerci, Tochter von Celal Kilerci und dessen Ehefrau Kiymet Kilerci, ist eine Enkelin des Politikers Kerem Şahin (1922–1983), der Bürgermeister von Patnos und zwischen 1973 und 1980 für die Gerechtigkeitspartei AP (Adalet Partisi) Mitglied der Großen Nationalversammlung war. Nach dem Besuch der Grund- und Sekundarschule besuchte sie die Berufsschule für Justiz der Anadolu-Universität (Anadolu Üniversitesi) und absolvierte ein Studium an der Fakultät für Betriebswirtschaftslehre und Tourismusmanagement der Universität Istanbul (İstanbul Üniversitesi). Sie ist Inhaberin eines Unternehmens, das im Bereich des internationalen Transports tätig ist. Während ihres politischen Engagements für die Partei für Gerechtigkeit und Aufschwung AKP war sie zwischen 2002 und 2004 in verschiedenen Funktionen im Vorstand der AKP von Bakırköy tätig und wurde 2004 Mitglied des Stadtgemeinderates von Küçükçekmece, in den sie 2009 und 2014 jeweils wiedergewählt wurde.
Bei der Parlamentswahl am 24. Juni 2018 kandidierte Ruken Kilerci für die Adalet ve Kalkınma Partisi in der Provinz Istanbul für ein Mandat in der Großen Nationalversammlung, verpasste allerdings den Einzug ins Parlament. Anschließend übernahm sie von 2018 bis 2023 verschiedene Funktionen im Hauptquartier der Partei für Gerechtigkeit und Entwicklung. Bei der Parlamentswahl am 14. Mai 2023 wurde sie für die AKP für die Provinz Ağrı erstmals zum Mitglied der Großen Nationalversammlung TBMM (Türkiye Büyük Millet Meclisi) gewählt und gehört dieser seither an. In der aktuellen 28. Legislaturperiode ist sie seit dem 3. Juni 2023 Mitglied der Kommission für die Chancengleichheit von Männern und Frauen (Kadın Erkek Fırsat Eşitliği Komisyonu) und stellvertretendes Mitglied der Kommission für Land- und Forstwirtschaft sowie ländliche Angelegenheiten (Tarım, Orman Ve Köyişleri Komisyonu Katip).